# Артурс Ірбе
Артурс Ірбе (рос. Артур Ариевич Ирбе; латис. Artūrs Irbe; 2 лютого 1967, м. Рига, СРСР) — латвійський хокеїст, воротар, тренер. Майстер спорту міжнародного класу. Член Зали слави ІІХФ (2010).
Вихованець хокейної школи «Динамо» (Рига). Виступав за «Динамо» (Рига), «Канзас-Сіті Блейдс» (ІХЛ), «Сан-Хосе Шаркс», «Даллас Старс», «Ванкувер Канакс», «Кароліна Гаррікейнс», «Лоуелл-Лок Монстерс» (АХЛ), «Джостаун Чіфс» (ECHL), ХК «Рига 2000», «Ред Булл» (Зальцбург), СК ЛСПА/Рига, ХК «Нітра».
У складі національної збірної СРСР учасник чемпіонатів світу 1989 і 1990. У складі юніорської збірної СРСР учасник чемпіонату Європи 1985.
У складі національної збірної Латвії учасник зимових Олімпійських ігор 2002 і 2006, учасник чемпіонатів світу 1996 (група B) 1998, 1999, 2000, 2001, 2003, 2004 і 2005.
За версією інтернет-видання «Sports.ru» входить до символічної збірної «Динамо» радянської доби: Ірбе, Хатулєв — Крикунов, Балдеріс — Фроліков — Знарок.
Досягнення
- Чемпіон світу (1989, 1990)
- Учасник матчу всіх зірок НХЛ (1994, 1999)
- Срібний призер чемпіонату СССР (1988).

Нагороди
- Кавалер ордену Трьох зірок[2].